# Arena Kalisz

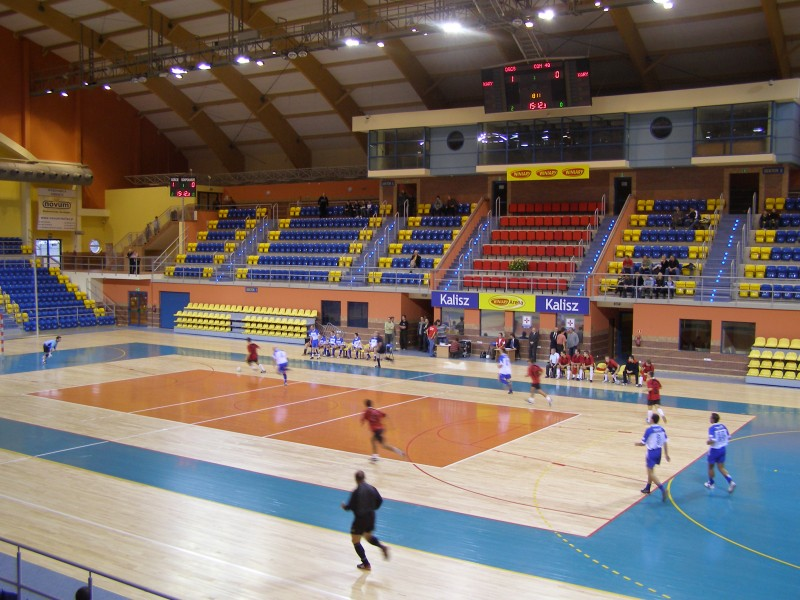
Płyta boiska

Arena Kalisz – hala sportowo-widowiskowa, zlokalizowana przy ulicy Prymasa Stefana Wyszyńskiego w Kaliszu, administrowana przez Ośrodek Sportu, Rehabilitacji i Rekreacji w Kaliszu (OSRiR) (z siedzibą przy ulicy Łódzkiej). Budowa obiektu rozpoczęła się we wrześniu 2005, a zakończyła w listopadzie 2006. Trybuny mieszczą 3164 widzów.
W kaliskiej Arenie odbywają się m.in. mecze piłki ręcznej i siatkowej, targi, zgromadzenia religijne oraz koncerty. 
Obiekt jest miejscem ligowych rozgrywek szczypiornistów MKS-u Kalisz. W 2011 w hali odbył się XVIII Mecz Gwiazd Polskiej Ligi Koszykówki. Arena Kalisz w dniach 2–3 kwietnia 2016, była miejscem rozgrywek Pucharu Polski w piłce siatkowej kobiet. W latach 2014–2017 była miejscem corocznych kongresów regionalnych Świadków Jehowy.
W 2018 przed halą stanął pomnik zatytułowany „Piłkarze ręczni”, autorstwa Zbigniewa Wojkowskiego.

## Kalendarium imprez (wybór)

### 2014–2018
| Rok  | Data           | Widowisko | Trasa koncertowa / nazwa występu          | Ref.          |
| ---- | -------------- | --- | ----------------------------------------- | ------------- |
| 2014 | 8 marca        | Enej | –                                         | [ 10 ]        |
| 2014 | 29 listopada   | Beata i Bajm | 35 lat akustycznie i elektrycznie         | [ 11 ]        |
| 2015 | 11 stycznia    | Blue Café | XXIII Wielka Orkiestra Świątecznej Pomocy | [ 12 ]        |
| 2015 | 19 kwietnia    | Kabaret Skeczów Męczących | L!ve                                      | [ 13 ]        |
| 2015 | 8–9 sierpnia   | Polska : Grecja (kobiety) Polska : Macedonia (mężczyźni) | Liga Europejska Siatkówki                 | [ 14 ]        |
| 2015 | 18 września    | Perfect | 35-lecie: „Wszystko ma swój czas”         | [ 15 ]        |
| 2015 | 30 listopada   | BM Slam Stal Ostrów: Śląsk Wrocław | I Liga Koszykówki (mężczyźni)             | [ 16 ]        |
| 2016 | 10 stycznia    | Mrozu | XXIV Wielka Orkiestra Świątecznej Pomocy  | [ 17 ]        |
| 2016 | 20 lutego      | Neo-nówka | 15-lecie kabaretu                         | [ 18 ]        |
| 2016 | 28 lutego      | BM Slam Stal Ostrów: MKS Dąbrowa Górnicza | Tauron Basket Liga                        | [ 19 ] [ 20 ] |
| 2016 | 5 marca        | Video | koncert z okazji Dnia Kobiet              | [ 21 ]        |
| 2016 | 2–3 kwietnia   | Chemik Police: Budowlani Łódź (półfinał) Muszynianka Muszyna: Trefl Sopot (półfinał) Chemik Police: Trefl Sopot (finał)                                                           | Puchar Polski w piłce siatkowej kobiet    | [ 3 ] [ 4 ]   |
| 2016 | 5–7 sierpnia   | Drużyny piłki ręcznej mężczyzn: Chrobry Głogów Górnik Zabrze HSG Ahlen-Hamm KPR Ostrovia KS Azoty Puławy MKS Kalisz Orlen Wisła Płock Pogoń Szczecin                              | III Turniej Szczypiorno Cup 2016          | [ 22 ] [ 23 ] |
| 2016 | 30 września    | Kabaret K2 Kabaret Moralnego Niepokoju Kabaret Skeczów Męczących Nowaki Paranienormalni                                                                                           | Polska Noc Kabaretowa 2016                | [ 24 ]        |
| 2016 | 5 października | MKS Kalisz: KSSPR Końskie | I Liga Piłki Ręcznej                      | [ 25 ]        |
| 2016 | 7 października | PZLPiT „Mazowsze” | 65-lecie: jubileuszowy koncert galowy     | [ 26 ]        |
| 2016 | 9 października | Kombii | 40-lecie: Skawiński & Tkaczyk + goście    | [ 27 ]        |
| 2016 | 11 listopada   | Sylwia Grzeszczak | Jesienna trasa koncertowa                 | [ 28 ]        |
| 2017 | 15 stycznia    | Cleo | XXV Wielka Orkiestra Świątecznej Pomocy   | [ 29 ]        |
| 2017 | 4–6 sierpnia   | Drużyny piłki ręcznej mężczyzn: Dunkerque Handball Grand Littoral Górnik Zabrze KS Azoty Puławy MKS Kalisz Nielba Wągrowiec Sandra Spa Pogoń Szczecin Zagłębie Lubin ZTR Zaporoże | IV Turniej Szczypiorno Cup 2017           | [ 30 ] [ 31 ] |
| 2018 | 11 marca       | Andrzej Piaseczny | koncert z okazji Dnia Kobiet              | [ 32 ]        |
| 2018 | 13 czerwca     | Mecz reprezentacji w piłce ręcznej mężczyzn: Hiszpania: Polska | obchody 100-lecia polskiej piłki ręcznej  | [ 33 ] [ 34 ] |
| 2018 | 16–18 sierpnia | Drużyny piłki ręcznej mężczyzn: Górnik Zabrze KS Azoty Puławy MKS Kalisz MMTS Kwidzyn MOL Pick Szeged Motor Zaporoże Orlen Wisła Płock PGE Vive Kielce Zagłębie Lubin             | V Turniej Szczypiorno Cup 2018            | [ 35 ]        |

## Dane dodatkowe[1]
- Płyta boiska do gry: 57,2 × 33,7 m
- Wysokość obiektu: od 16 do 32 m
- Koszt inwestycji: 24 800 000 zł